# Insurrection djihadiste au Mozambique
- Contrôlé par le gouvernement mozambicain et ses alliés
- Contrôlé par les insurgés et le groupe État islamique au Mozambique

Insurrection djihadiste au Mozambique
Batailles
- Mocímboa da Praia
- Palma

L'insurrection djihadiste au Mozambique est un conflit armé opposant depuis 2017 le gouvernement du Mozambique à des groupes salafistes djihadistes, dans la province de Cabo Delgado, dans le nord du pays.

## Origine et contexte de l'insurrection
Ses causes de l'insurrection djihadiste au Mozambique sont nombreuses et imbriquées.  
En 1998, une secte islamiste, « Al Sunnah wa Jama'ah » (« les gens de la Sunna et de la communauté » ou simplement « Ansar al-Sunnah ») est fondée,,. Son but est de faire appliquer la charia et ses membres rejettent l'autorité de l'État, les écoles, le système de santé et la loi. Cette radicalisation religieuse d’une partie de la population musulmane s'est opérée dans un contexte de tensions et de rivalités ethniques, mais aussi de frustration. Tant pendant la période coloniale portugaise qu’après l’indépendance du pays en 1975, le Nord est resté marginalisé et éloigné du centre politique du Sud. Mais en dépit de sa situation périphérique, la province de Cabo Delgado est devenue une zone prisée depuis la découverte de gisements de gaz naturel. Les impacts redoutés et réels de ces investissements sur la population locale, tels que les déplacements qui ont déjà eu lieu et qui s’accompagnent d’un sentiment de marginalisation, ont été le troisième moteur de la violence. 
Les premiers membres d'Al Sunnah étaient a priori basés dans le sud de la Tanzanie en 2015, sous l'influence de l'islamiste radical kényan Aboud Rogo Mohammed qui, avant d'être assassiné en 2012, avait été placé sur des listes de sanctions américaines et de l'ONU pour avoir collecté des fonds pour le groupe terroriste somalien des shebabs,,. 
Selon une autre thèse, la secte pourrait être apparue dans le district de Balama en 2007. Cette année-là, un certain Sualehe Rafayel, de l'ethnie Makua, était retourné dans son village natal de Nhacole (ou Muapé) après avoir passé plusieurs années en Tanzanie. Il s'est intégré dans la société wahhabite locale avant d'en être expulsé en raison notamment de son discours appelant à rejeter totalement l’État séculier mais sa trace est perdue vers 2011. 
Dans le district de Chiure, un certain Abdul Carimo, d'origine Makua, a joué un rôle déterminant dans la diffusion de la secte. 
Al Sunnah recrute tout particulièrement dans la province de Cabo Delgado, l'une des plus pauvres du pays, peuplée de 2,3 millions d’habitants, dont 58 % sont musulmans, au sein des populations du groupe des Mwani et Makua (musulmanes). Or chez les Mwani, historiquement dominants pendant la période pré-coloniale, existe un sentiment de marginalisation depuis des décennies, à la suite de fortes migrations dans leur région, le manque de développement économique et par rapport à leurs voisins, les Makondé, chrétiens, descendants des hommes qui s’étaient réfugiés à l’intérieur des terres pour échapper aux raids esclavagistes, et qui aujourd’hui sont mieux insérés socialement et économiquement. À ceci se superpose un clivage politique : les Makondé sont favorables au Frelimo (parti au pouvoir) tandis que les Mwani soutiennent l'opposition, à savoir la Renamo, particulièrement depuis les élections pluralistes de 1994.
Ainsi, comme pour de nombreuses zones dans le monde, le débat est vif entre ceux qui désignent la pauvreté et la marginalisation de certaines populations comme étant à l'origine de l'insurrection, et ceux qui y voient la conséquence d'une radicalisation de l'islam local sous l'influence de prêcheurs étrangers ou du retour de jeunes qui ont étudié en Arabie saoudite, en Égypte ou au Soudan.
Progressivement émerge d'Ansar al-Sunnah un mouvement violent, « Al-Chabab » (« la jeunesse »), et le groupe se militarise en 2016. À l'origine, cette radicalisation aurait notamment été soutenue par des notables, qui auraient financé la formation militaire.
À la fin de l'année 2016, la secte dominait dans quatre districts de la province de Cabo Delgado, ceux de Palma, Nangade, Mocímboa da Praia et Montepuez.
L'insurrection débute véritablement en 2017 et bascule dans la guérilla. Au milieu de l'année 2018, ses effectifs sont estimés entre 300 et 1 500 combattants, puis à 2 000 en 2020. Les violences se déroulent principalement au nord du pays, dans la province de Cabo Delgado.
La province de Cabo Delgado est économiquement stratégique pour le Mozambique. Durant la dernière décennie, d’énormes gisements de pétrole et de gaz ont en effet été découverts et deux immenses blocs offshore de gaz, les réserves les plus importantes d’Afrique de l'Est, y sont exploités par les entreprises Total, Eni et ExxonMobil.
L'idéologie et les objectifs du Al Sunnah wa Jama'ah restent cependant assez obscures, le groupe ne publiant jamais de communiqués. 
En revanche, en juin 2019, l'État islamique revendique ses premières attaques au Mozambique, et, un mois plus tard, Ansar al-Sunnah annonce prêter allégeance à l'État islamique. L'agence Amaq présente alors le groupe comme appartenant à la « province d'Afrique centrale » de l'EI ou l'État islamique en Afrique centrale (ISCAP), tout comme les Forces démocratiques alliées (FDA) au Congo.

## Déroulement
Durant les années 2015 et 2016, les incidents se multiplient entre les membres de la secte et les habitants ainsi que la police. Le plus grave se déroule à Chiure les 3 et 4 novembre 2016, qui aboutit à l'arrestation par la police de 21 membres tandis que le cheikh Abdul Carimo est blessé. Il mourra probablement en prison en 2018.
Le 5 octobre 2017, 30 hommes attaquent trois postes de police dans la ville de Mocímboa da Praia,. Deux policiers sont tués et des armes dérobées. Les insurgés occupent la localité pendant 48 heures et ne prennent la fuite que lorsque des renforts de la police arrivent. La plupart des insurgés viennent de Mocímboa da Praia elle-même et appartiennent à la secte religieuse « Al-Chabab » qui avait une mosquée dans le quartier de Nanduadua. A ce moment, seules les forces de sécurité sont visées.
Vers fin mai et début juin 2018, une quarantaine de personnes sont tuées dans les violences, certaines sont décapitées et des centaines de maisons sont incendiées. Les insurgés commencent à lancer des attaques en plein jour.
En 2019, ils commencent à cibler les petites villes, les avant-postes de l'armée et les transports routiers. En juillet 2019, ils prêtent allégeance à l'État islamique en Irak et au Levant (EIIL, plus communément appelé ISIS).
Les Forces armées du Mozambique sont envoyées dans la province de Cabo Delgado. L'État mozambicain fait également appel à des mercenaires russes : en septembre 2019, 200 hommes du Groupe Wagner arrivent au Mozambique avec des hélicoptères et des drones,, mais ils quittent les lieux quelques mois après avoir subi des pertes. La SMP sud-africaine Dyck Advisory Group (DAG) (en) agit aussi sur place avec des hélicoptères d'attaque légers.
Fin 2019, les violences gagnent en intensité. Les attaques contre les forces de sécurité se multiplient. En novembre, 31 attaques sont commises. Le 6 décembre, 9 à 14 soldats sont tués dans une embuscade de l'État islamique dans le village de Narere. Les Russes auraient également subi de lourdes pertes à cette période, avec plusieurs dizaines de morts,.
Le 23 mars 2020, l'État islamique s'empare brièvement de la ville de Mocímboa da Praia. Ils pillent les commerces et détruisent les banques et les bâtiments liés à l'État, puis ils se retirent après avoir distribué de l'argent et des vivres aux habitants pour se concilier les populations locales. Deux jours plus tard, les djihadistes envahissent Quissanga. 
L'armée mozambicaine affirme pour sa part avoir tué 42 djihadistes le 13 mai 2020, entre les villages de Chinda et Mbau, et huit autres le lendemain dans le district de Quissanga.
Le 27 mai 2020, l'EI attaque la ville de Macomia, mais l'armée parvient à repousser les assaillants au bout de trois jours de combats et revendique la mort de 78 djihadistes.
Le 5 août 2020, les djihadistes lancent une grande offensive de nouveau contre la ville de Mocímboa da Praia, qui est entièrement prise d'assaut le 12 août,.
Le 7 novembre 2020, les djihadistes capturent 51 jeunes hommes chrétiens dans le district de Muidumbe. Ils sont décapités sur un terrain de football,.
Le 27 mars 2021, l'État islamique s'empare de la ville de Palma, après trois jours de combats. L'attaque se solde, selon le ministère mozambicain de la Défense, par des dizaines de morts civils. Des milliers de personnes quittent la ville, assiégée par les djihadistes, pour rejoindre Pemba, principale ville de la province de Cabo Delgado. Un important projet gazier qui représente près de 50 milliards d’euros d’investissements, se trouve à seulement 10 kilomètres de la ville,. L'armée mozambicaine lance cependant une contre-offensive et parvient à reprendre entièrement le contrôle de Palma le 5 avril.
Le 23 juin 2021, la Communauté de développement d'Afrique australe réunissant seize pays « approuve la mission de la force d’attente de la SADC pour soutenir le Mozambique dans son combat contre le terrorisme et les violences extrémistes au Cabo Delgado » à l'issue d’un sommet extraordinaire . En juillet, le Rwanda annonce l'envoi d'un millier d'hommes au Mozambique, tandis que le Botswana annonce 296 hommes le 26 juillet, l'Afrique du Sud 1 495 le 28 et le Zimbabwe 304 le 29 pour former les unités d'infanterie du Mozambique. De son côté, l'Union européenne met sur pied le 12 juillet une mission militaire de formation des forces mozambicaines.
En août, les forces mozambicaines et rwandaises passent à l'offensive. Au début du mois, elles commencent par reprendre la ville d'Awasse. Le 8 août, elles annoncent la reconquête de la ville portuaire de Mocímboa da Praia,.
Au terme de plusieurs mois d'intervention, la coalition régionale réussit à reprendre les villes capturées par Ansar Al-Sounnah, notamment la capitale régionale Mocímboa da Praia qui est restée sous le contrôle des militants de l'État islamique pendant plus d'un an et demi. La coalition, grâce à ses forces militaires écrasantes couplée d'un soutien aérien, ont sécurisé la majorité des axes stratégiques, particulièrement autour du site gazier d'Afungi, financé par le géant français Total,.
Face à cette supériorité numérique et technologique, les djihadistes se sont disséminés en masse dans la population en attendant la baisse de la pression militaire, tandis que d'autres militants ont choisi plutôt de se disperser en petits groupes, menant des embuscades, pillant des villages chrétiens ou des cibles militaires isolées,.
Des observateurs, notamment de l'organisme Crisis Group, ont révélé l'utilisation de plus en plus intensive d'engins explosifs improvisés contre des convois militaires. Il y a peu encore, les militants n'usaient pas de ce genre de méthode, ce qui prouve l'implication croissante de l'État islamique central dans le renforcement de l'insurrection mozambicaine.
Toujours selon Crisis Group, malgré les succès militaires de la coalition, aucun haut chef de l'organisation n'a été arrêté, le chef Abou Yasser Hassan demeure introuvable et continue de diriger le groupe. La province du Cabo Delgado a vu une baisse notable du nombre d'attaques, et les militants ont perdu la majorité de leurs territoires, ce qui a forcé certains djihadistes à migrer vers d'autres provinces pour ouvrir d'autres fronts, notamment dans la province de Niassa, ce qui inquiète fortement les observateurs car le nombre d'attaques ne cesse de croître dans cette province,.
Les opérations militaires depuis le début de l'intervention ont coûté la vie a plus de 200 militants, dont plusieurs chefs de niveau intermédiaire, et des preuves s'accumulent que certains djihadistes, notamment d'origine tanzanienne, face à la pression militaire, ont préféré fuir vers la branche de l'État islamique au Congo, ou vers la Tanzanie.

## Bilan humain
En mai 2020, l'ONG Armed Conflict Location and Event Data Project (Acled) évalue le nombre des morts causés par le conflit à 1 100, dont 700 civils.
En octobre 2020, le bilan est d'au moins 2 000 morts selon l'ONU. Plus de 4000 en juin 2022. 
En 2022, on compte plus de 800 000 déplacés, à cause du conflit, dans tout le Cabo Delgado. 